# Eberhard Storeck
Eberhard Karl-Heinz Storeck (* 13. März 1933 in Lauban, Schlesien; † 2. Februar 2015) war ein deutscher Synchronsprecher, Dialogregisseur und Dialogbuchautor. Mit Biene-Maja-Tonträgern, auf denen er Willi seine Stimme lieh, erreichte er mehrfach Goldstatus.

## Leben
Eberhard Storeck begann seine Synchron-Karriere in den 1950er Jahren bei der DEFA, ging dann nach Westdeutschland, wo er zunächst bei der Internationalen Film Union in Remagen tätig war und dann zur Kirch-Gruppe ging, wo er für die deutschen Versionen von Filmen der Marx Brothers zuständig war. Ab Anfang der 1970er Jahre spezialisierte er sich dann auf Zeichentrickserien, und schrieb u. a. die deutschen Texte für Trickserien wie Die Biene Maja oder Wickie und die starken Männer. In vielen Fällen übernahm er auch Sprecherrollen; so lieh er dem Willi (Biene Maja), Snorre (Wickie) und dem dänischen Koch aus der Muppet Show seine unverwechselbare Stimme. Außerdem zeichnete er für die Erzählreime in den Trickfilmserien Der rosarote Panther und Oggy und die Kakerlaken verantwortlich; die Serien sind in anderen Sprachfassungen stumm. Auf Storeck geht auch der Vorname Paulchen zurück, den der Panther nur im Deutschen trägt. Daneben übernahm er auch Dialogbuch und -regie der Synchronfassungen von Realserien wie Magnum.
Storecks Erfolg war auch darin begründet, dass er ein Stammpersonal an ausdrucksstarken Stimmen um sich scharte, mit denen er immer wieder arbeitete. Zu diesem Team gehörten Manfred Lichtenfeld, Fred Maire, Horst Gentzen, Gert Günther Hoffmann, Bruno W. Pantel, Helga Anders, Marianne Wischmann, Walter Reichelt, Werner Abrolat, Tilli Breidenbach, Kurt Zips, Michael Rüth, Berno von Cramm, Herbert Weicker, Leo Bardischewski, Erich Ebert, Thomas Reiner und Mogens von Gadow.
Für die deutsche Übersetzung des Buches Lichte Zukunft (Swetloe buduschtscheje) von Alexander Sinowjew dichtete Storeck zusammen mit Franziska Funke 1979 auch die Verse nach, desgleichen 1981 für Sinowjews Gähnende Höhen (Sijajuschtschie wysoty), diesmal zusammen mit G. von Halle.
Von 1979 bis 1988 war Storeck zudem Pächter des traditionsreichen Feriendomizils „Haus Ahrenshoop“ auf Sylt.
Storeck lebte zuletzt in Berlin und verstarb sechs Wochen vor seinem 82. Geburtstag. Er wurde auf dem anonymen Gräberfeld des Keitumer Friedhofs beigesetzt.
Eberhard Storeck war mit dem Charakterdarsteller E. O. Fuhrmann (1924–1986) liiert. Dieser fand seine letzte Ruhe ebenfalls auf dem Sylter Friedhof.

## Synchronarbeiten (Auswahl)

### Spielfilme
- Mord (Foreign Correspondent, 1940; erste deutsche Fassung: 1961) – Buch
- Accattone – Wer nie sein Brot mit Tränen aß (Accattone, 1961; deutsche Fassung: 1963) – Buch
- Laurel und Hardy: Die Wunderpille (Jitterbugs, 1943; erste deutsche Fassung: 1965) – Buch
- Herkules – Rächer von Rom (Ercole contro Roma/ Samson contre Tous, 1964; deutsche Fassung: 1965) – Buch
- Die Marx Brothers im Krieg (Duck Soup, 1933; deutsche Fassung: 1966) – Buch
- Die 39 Stufen (The Thirty-Nine Steps, 1935; deutsche Fassung: 1966) – Buch
- Die Marx Brothers im Kaufhaus (The Big Store, 1941; deutsche Fassung: 1967) – Buch
- Spätherbst (Akibiyori, 1960; deutsche Fassung: 1967) – Buch
- Der Rabe (Le Corbeau, 1943; deutsche Fassung: 1972) – Buch und Regie
- Der Sex trinkt Champagner (Je Suis une Nymphomane, 1970; deutsche Fassung: 1972) – Buch und Regie
- Rosemaries Liebesreport in drei Dimensionen (The Four Dimensions of Greta, 1972; deutsche Fassung: 1973) – Buch und Regie
- Graf Zaroff – Genie des Bösen (The Most Dangerous Game, 1932; deutsche Fassung: 1976) – Buch und Regie
- Der Mann mit den Röntgenaugen (X – The Man with the X-Ray Eyes, 1963; deutsche Fassung: 1978) – Buch
- Oscar Wilde (Wilde, 1997; deutsche Fassung: 1997) – Buch und Regie
- Terminal (Terminal, 2004) – Sprecher (Synchronstimme von Kumar Pallana)

### Fernsehserien
- Calimero (Calimero, 1972; deutsche Fassung: 1972 ff.) – Buch und Regie
- Der rosarote Panther – Zu Gast bei Paulchens Trickverwandten (Pink Panther, 1964 ff.; deutsche Fassung: 1973 ff.) – Buch und Regie
- Wickie und die starken Männer (Chiisana baikingu Bikke, 1972 ff.; deutsche Fassung: 1974 ff.) – Buch, Regie und Sprecher (Snorre)
- Die Biene Maja (Mitsubachi Māya no bōken, 1975 ff.; deutsche Fassung: 1976 ff.) – Buch, Regie und Sprecher (Willi)
- Pinocchio (Pikorīo no bōken, 1976 ff.; deutsche Fassung: 1977) – Buch, Regie und Sprecher
- Die Muppet Show (The Muppet Show, 1976; deutsche Fassung: 1977 ff.) – Buch, Regie und Sprecher (Dänischer Koch, Beaker, Robin, u. v. a.)
- Thriller (Thriller, 1979 ff.)
- Doctor Snuggles (Doctor Snuggles, 1979; deutsche Fassung: 1980/81) – Buch
- Die Fraggles (Fraggle Rock, 1983 ff.; deutsche Fassung: 1983 ff.) – Buch, Regie und Sprecher (Gesang von Gobo Fraggle u. a.)
- Puschel, das Eichhorn (Seton dōbutsuki Risu no bannā, 1979; deutsche Fassung: 1984 ff.) – Buch, Regie und Sprecher
- Magnum (Magnum, p.i., 1980 ff.; erste deutsche Fassung: 1984 ff.) – Buch
- DuckTales (DuckTales, 1988 ff.; deutsche Fassung: 1989 ff.) – Buch
- Oggy und die Kakerlaken (Oggy et les cafards, 1998 ff.) – Buch
- Flipper & Lopaka (Flipper and Lopaka, 1997 ff.; deutsche Fassung: 1999 ff.) – Buch und Regie[8]
- Norman Normal (Norman Normal, 2000 ff.; deutsche Fassung: 2000 ff.) – Buch
- Sitting Ducks (Originaltitel: Sitting Ducks, 2001; deutsche Fassung: 2001/2002) – Buch und Regie
- Die Basil Brush Show (The Basil Brush Show, 2002 f.; deutsche Fassung: 2004) – Buch

## Auszeichnungen
- Goldene Schallplatte für Ich bin der faule Willi (daneben holten die Biene-Maja-Tonträger zwischen 1978 und 2003 mehrfach Gold und die Videos bis 2005 mehrfach Platin und Gold)
- Deutscher Preis für Synchron 2000/2001 für sein Synchrondrehbuch und seine Synchronregie des Films Oscar Wilde (Wilde, 1997)